# 雅典执政官列表
雅典自从公元前1068年废除王政以来，权利转往执政官手中。雅典的第一任执政官是墨冬，他是雅典末代国王科德鲁斯的儿子。由于，科德鲁斯在位时，多利亚人从墨伽拉进犯雅典。德尔斐神谕指示入侵者宽宥雅典君主的性命，否则不能赢得战争，多利亚人因而极力避免伤害科德鲁斯。科德鲁斯获悉此神谕后，自愿为国献身。他化装成樵夫，穿粗衣，持钩镰，出城砍柴；在城外遭遇两敌兵，他砍倒其一，遂被另一人所杀。敌军获知死者的真实身份后，知获胜无望，遂撤兵解围，雅典转危为安。雅典人认为科德鲁斯的功德后无来者，遂限制雅典王权，将科德鲁斯的儿子墨冬改任为执政官。
最初，执政官是终身职，先后有13人任这种执政官。公元前753年，执政官的任期改为10年，共有7位这种执政官。自公元前683年起，所有的执政官都改为一年一任。其中名年执政官或称名祖执政官之名，就成了雅典国家文件中最常见的年名。如，关于德拉古立法的时间，亚里士多德写到：“阿里斯忒克穆斯任执政官时，德拉古制定了他的法典。”必须注意。公元前5世纪后期之前的执政官表不可尽信。除个别年份外，从公元前4世纪到公元1世纪的雅典的执政官表基本保存完好。
以下列出雅典创立执政官以来至拉米亚战争前的执政官列表（前1068年－前322年）。

## 雅典执政官列表

### 黑暗时期
- 墨冬 前1068年-前1048年：第一任执政官。雅典建立贵族共和国，并向小亚细亚移民。
- 阿卡斯图斯 前1048年-前1012年
- 亚基布 前1012年-前993年
- 色希普斯 前993年-前952年
- 福巴斯 前952年-前922年
- 墨加克勒斯 前922年-前892年
- 丢格尼图斯 前892年-前864年
- 费里克利斯 前864年-前845年
- 阿里佛龙 前845年-前825年
- 瑟斯皮斯 前824年-前797年
- 阿嘎迈斯托 前796年-前778年

### 古风时期
- 埃斯库罗斯 前778年-前755年 ：公元前776年，第一届奥林匹克运动会，是西方有准确纪年的开始。
- 阿尔克迈翁 前755年-前753年
- 哈若斯 前753年-前743年：公元前753年，罗马建立。
- 埃希米德 前743年-前733年
- 克里蒂科 前733年-前723年
- 希波墨涅斯 前723年-前713年
- 柳科拉迪 前713年-前703年
- 阿山德鲁 前703年-前693年
- 厄里克夏斯 前693年-前683年
- 克瑞翁 前682年-前681年
- 吕西亚德 前681年-前680年
- 特勒斯亚斯 前680年-前679年
- 吕西亚德 前679年-前671年
- 列奥斯塔拉图斯 前671年-前670年
- 未知 前670年-前669年
- 庇西特拉图 前669年-前668年
- 奥托斯特尼斯 前668年-前667年
- 未知 前667年-前666年
- 未知 前666年-前665年
- 未知 前665年-前664年
- 米提亚德 前664年-前663年
- 阿里斯多克莱 前663年-前659年
- 米提亚德 前659年-前658年
- 未知 前658年-前645年
- 德罗皮多 前645年-前644年
- 未知 前644年-前639年
- 达马修斯 前639年-前638年
- 未知 前638年-前634年
- 埃帕尼图斯 前634年-前633年
- 未知 前633年-前632年
- 麥加克勒斯 前632年-前631年：库伦试图成为僭主失败。
- 未知 前631年-前624年
- 阿里斯忒克穆斯 前624年-前623年
- 未知 前623年-前621年
- 德拉古 前621年-前620年：德拉古改革。
- 未知 前620年-前615年
- 赫尼奥奇德斯 前615年-前614年
- 未知 前614年-前605年
- 亚里士多卡洛斯 前605年-前604年
- 未知 前604年-前600年
- 克里提亚斯 前600年-前599年
- 未知 前599年-前597年
- 库普塞鲁斯 前597年-前596年
- 特勒克勒斯 前596年-前595年
- 斐隆布罗都斯 前595年-前594年
- 梭伦 前594年-前593年：梭伦改革。
- 德罗皮多 前593年-前592年
- 欧克拉底 前592年-前591年
- 西蒙 前591年-前590年
- 无政府状态 前590年-前589年
- 福尔米翁 前589年-前588年
- 菲利普斯 前588年-前587年
- 未知 前587年-前586年
- 无政府状态 前586年-前585年
- 未知 前585年-前582年
- 小达马修斯 前582年-前580年
- 无政府状态 前580年-前579年
- 无政府状态 前579年-前578年
- 未知 前578年-前577年
- 阿尔奇斯特拉提达斯 前577年-前576年
- 未知 前576年-前570年
- 阿里斯托梅涅 前570年-前569年
- 未知 前569年-前566年
- 希波克列德 前566年-前565年
- 未知 前565年-前561年
- 科迈亚斯 前561年-前560年：庇西特拉图成为僭主。
- 赫吉斯特拉都斯 前560年-前559年
- 赫吉西阿斯 前559年-前558年
- 未知 前559年-前556年
- 赫吉西阿斯 前556年-前555年：庇西特拉图第一次被驱逐。而后，再次成为僭主。
- 奥提德姆斯 前555年-前554年
- 未知 前554年-前548年：约前550年，庇西特拉图再次被驱逐。
- 艾西克雷德斯 前548年-前547年
- 塞斯皮斯 前547年-前546年：庇西特拉图再次成为僭主。
- 福尔米翁 前546年-前545年
- 未知 前545年-前535年
- 帕里那乌斯 前536年-前535年
- 未知 前535年-前533年
- 特里克勒斯 前533年-前532年
- 未知 前532年-前528年
- 普利洛纳斯 前528年-前527年：希庇亚斯继承庇西特拉图成为僭主。
- 奥托里德斯 前527年-前526年
- 希庇亚斯 前526年-前525年
- 克里斯提尼 前525年-前524年： 克里斯提尼改革。
- 小米太亚德 前524年-前523年
- 卡利亚德斯 前523年-前522年
- 庇西特拉图 前522年-前521年
- 未知 前521年-前518年
- 希伯伦 前518年-前517年
- 未知 前517年-前511年
- 哈帕克提德 前511年-前510年：僭主希庇亚斯被推翻，雅典民主政治确立。
- 萨卡曼里斯 前510年-前509年
- 吕桑格拉斯 前509年-前508年
- 伊萨哥拉斯 前508年-前507年
- 阿尔克美昂 前507年-前506年
- 未知 前506年-前504年
- 阿塞斯托里德斯 前504年-前503年
- 未知 前503年-前501年
- 赫耳摩克勒翁 前501年-前500年
- 萨米鲁斯 前500年-前499年：波希战争开始。
- 拉卡拉提德斯 前499年-前498年
- 未知 前498年-前497年
- 阿尔奇亚斯 前497年-前496年
- 喜帕恰斯 前496年-前495年
- 菲利普斯 前495年-前494年
- 皮索克里特 前494年-前493年
- 地米斯托克利 前493年-前492年
- 丢奈特 前492年-前491年：波斯第一次入侵希腊。
- 希博里里斯 前491年-前490年
- 小发伊尼普 前490年-前489年：波斯与雅典爆发马拉松战役雅典胜利。
- 阿里斯提德 前489年-前488年
- 安喀塞斯 前488年-前487年
- 特勒西努斯 前487年-前486年
- 色乌列斯 前486年-前485年
- 菲罗科拉太斯 前485年-前484年
- 列奥斯特拉图斯 前484年-前483年
- 尼格迪姆 前483年-前482年
- 未知 前482年-前481年
- 叙普塞喀德 前481年-前480年

### 古典时期
- 卡利亚德 前480年-前479年：波斯第二次入侵希腊，雅典在萨拉米斯战役中再次获胜。
- 科桑西普斯 前479年-前478年：斯巴达在普拉提亚战役打败波斯残军。
- 提莫斯太奈斯 前478年-前477年：雅典建立提洛同盟。
- 阿代曼托 前477年-前476年
- 普哈厄冬 前476年-前475年
- 多里摩卡里德斯 前475年-前474年
- 阿塞斯特里德斯 前474年-前473年
- 梅农 前473年-前472年
- 哈列斯 前472年-前471年
- 帕拉西尔古斯 前471年-前470年
- 德莫提昂 前470年-前469年
- 阿浦塞费翁 前469年-前468年
- 塞盖尼德 前468年-前467年
- 斯特拉图斯 前467年-前466年
- 吕撒聂 前466年-前465年
- 里西特奥斯 前465年-前464年
- 阿切德米斯 前464年-前463年
- 特勒波勒摩斯 前463年-前462年
- 科农 前462年-前461年
- 埃育提浦 前461年-前460年
- 普拉西克利 前460年-前459年
- 普西洛克勒斯 前459年-前458年
- 哈博伦 前458年-前457年
- 米纳斯特伊斯 前457年-前456年
- 老卡莱斯 前456年-前455年
- 索西斯特拉都斯 前455年-前454年
- 阿里斯顿 前454年-前453年
- 里斯卡拉特斯 前453年-前452年
- 查雷普哈纳斯 前452年-前451年
- 安提多图斯 前451年-前450年
- 奥提的姆斯 前450年-前449年
- 佩蒂奥斯 前449年-前448年
- 菲利斯库 前448年-前447年
- 提马尔奇德 前447年-前446年
- 卡利马科斯 前446年-前445年
- 莱什玛岂德 前445年-前444年：伯里克利时代开始。
- 普拉克西特利斯 前444年-前443年
- 吕撒聂 前443年-前442年
- 狄费龙 前442年-前441年
- 提姆克勒斯 前441年-前440年
- 莫里奇德斯 前440年-前439年
- 古劳西努斯 前439年-前438年
- 西奥多 前438年-前437年
- 尤特美尼 前437年-前436年
- 利西马科斯 前436年-前435年
- 安提奥库斯 前435年-前434年
- 卡拉特斯 前434年-前433年
- 艾普塞德斯 前433年-前432年
- 皮托多鲁斯 前432年-前431年：斯巴达和雅典爆发伯罗奔尼撒战争。
- 艾特德姆斯 前431年-前430年
- 阿波罗多罗斯 前430年-前429年：伯里克利去世。
- 伊巴密浓 前429年-前428年
- 迪奥提姆斯 前428年-前427年
- 优克勒斯 前427年-前426年
- 艾特努斯 前426年-前425年
- 斯特拉托卡洛斯 前425年-前424年
- 伊萨库斯 前424年-前423年
- 阿米尼亚斯 前423年-前422年
- 阿尔凯奥斯 前422年-前421年
- 亚里斯提安 前421年-前420年
- 阿斯提费罗 前420年-前419年
- 阿尔奇亚斯 前419年-前418年
- 安提 前418年-前417年
- 欧斐摩斯 前417年-前416年：雅典开始远征西西里岛的城邦叙拉古。
- 阿里姆尼斯塔 前416年-前415年
- 查理亚斯 前415年-前414年
- 提桑德洛斯 前414年-前413年
- 卡列奥特里图斯 前413年-前412年：远征失败，雅典战败。
- 萨卡姆博尼德斯 前412年-前411年
- 泰奥彭波斯 前411年-前410年
- 格劳锡普斯 前410年-前409年
- 迪奥克莱斯 前409年-前408年
- 埃育克太莫 前408年-前407年
- 安提盖努斯 前407年-前406年
- 安基里德 前406年-前405年
- 阿勒西亚斯 前405年-前404年
- 普托多鲁斯 前404年-前403年：伯罗奔尼撒战争，雅典战败，斯巴达成为全希腊的霸主。斯巴达在雅典设置了三十个寡头政治家管理雅典。民主制被推翻。
- 奥克莱得斯 前403年-前402年：三十寡头被推翻，民主制重建。
- 米康 前402年-前401年
- 塞南纳图斯 前401年-前400年
- 拉黑斯 前400年-前399年
- 阿里斯托科拉通 前399年-前398年：苏格拉底审判和死亡。
- 尤赛克里斯 前398年-前397年
- 索尼亚德斯 前397年-前396年
- 福尔米翁 前396年-前395年
- 迪奥普哈杜斯 前395年-前394年：雅典加入反对斯巴达的科林斯战争。
- 艾布里德斯 前394年-前393年
- 德莫斯特拉图斯 前393年-前392年
- 普伊洛克勒斯 前392年-前391年
- 尼克特勒斯 前391年-前390年
- 德莫斯特拉图斯 前390年-前389年
- 安提帕特鲁斯 前389年-前388年
- 皮尔及翁 前388年-前387年
- 西奥多托斯 前387年-前386年
- 米斯提奇德斯 前386年-前385年
- 德西特乌斯 前385年-前384年
- 迪特雷普赫斯 前384年-前383年
- 法诺斯特拉堤斯 前383年-前382年
- 艾文德鲁斯 前382年-前381年
- 德莫普希鲁斯 前381年-前380年
- 皮西亚斯 前380年-前379年
- 尼康 前379年-前378年
- 纳斯尼库斯 前378年-前377年：雅典重建提洛同盟。
- 卡莱斯 前377年-前376年
- 查理桑德鲁斯 前376年-前375年
- 希波达玛斯 前375年-前374年
- 索卡拉提德斯 前374年-前373年
- 亚斯特伊乌斯 前373年-前372年
- 阿尔希特纳斯 前372年-前371年
- 弗拉希科莱代斯 前371年-前370年：斯巴达被底比斯在留克特拉战役中打败。底比斯成为希腊霸主。
- 迪西尼图斯 前370年-前369年
- 吕西斯特拉图 前369年-前368年
- 那希盖诺 前368年-前367年
- 波利捷卢斯 前367年-前366年
- 基费索多罗 前366年-前365年
- 希翁 前365年-前364年
- 提莫克拉特斯 前364年-前363年
- 查理卡雷德 前363年-前362年
- 莫隆 前362年-前361年：底比斯与斯巴达爆发曼丁尼亚战役底比斯虽然获胜，但是，底比斯名将伊巴密浓达却在此役中阵亡，底比斯的霸权开始动摇。
- 尼克普赫姆斯 前361年-前360年
- 卡里米德斯 前360年-前359年
- 奥查理里图斯 前359年-前358年
- 西普西索多图斯 前358年-前357年
- 阿伽索科莱斯 前357年-前356年
- 埃尔皮纳斯 前356年-前355年
- 卡里斯特 前355年-前354年
- 迪奥特姆斯 前354年-前353年
- 图德姆斯 前353年-前352年
- 阿里斯托德姆斯 前352年-前351年
- 特尔鲁斯 前351年-前350年
- 阿波罗多罗斯 前350年-前349年
- 卡利马科斯 前349年-前348年
- 提阿 前348年-前347年
- 米斯托克利 前347年-前346年
- 阿奇亚斯 前346年-前345年
- 艾布鲁斯 前345年-前344年
- 里希库斯 前344年-前343年
- 皮特奥多图斯 前343年-前342年
- 索西吉斯 前342年-前341年
- 尼科马库斯 前341年-前340年
- 泰奥弗拉斯 前340年-前339年
- 莱什玛奇德 前339年-前338年：雅典加入反对马其顿称霸希腊的战争，在喀罗尼亚战役中被马其顿国王腓力二世打败，马其顿开始称霸希腊。
- 萨龙达斯 前338年-前337年：马其顿成立科林斯同盟，除斯巴达外的所有希腊城邦都要服从马其顿的领导。
- 普律尼科司 前337年-前336年
- 皮托代勒 前336年-前335年
- 埃育阿依奈托 前335年-前334年
- 科太希科留斯 前334年-前333年
- 尼扣科拉图 前333年-前332年
- 尼西特斯 前332年-前331年
- 阿里斯托芬 前331年-前330年
- 阿里斯托普宏 前330年-前329年
- 西普西索普宏 前329年-前328年
- 埃育叙科里托 前328年-前327年
- 赫格莫 前327年-前326年
- 奇雷米斯 前326年-前325年
- 安迪卡洛斯 前325年-前324年
- 海盖希阿斯 前324年-前323年
- 基费索多罗 前323年-前322年：马其顿国王亚历山大大帝去世，众将领开始分割他的帝国遂爆发继业者战争。